# Vladimír Thiele
Vladimír Thiele (14. února 1921 Potštejn – 30. července 1997 Praha) byl český básník a spisovatel.

## Život
Od devíti let, kdy osiřel, byl vychováván v evangelickém sirotčinci v Čermné. Vyučil se truhlářem.
Od roku 1937 přispíval do Lidových novin. V době druhé světové války byl totálně nasazen v německém Hallendorfu poblíž Hannoveru. Po skončení války se stal redaktorem Svobodných novin a redigoval i časopis Nový hlas, Ústřední orgán Církve Ježíše Krista Svatých posledních dnů v ČSR.
Od roku 1948 pracoval v ČKD, nejprve jako úředník a od roku 1950 jako truhlář. V roce 1958 nastoupil do redakce Svobodného slova, v letech 1960–1963 byl propagačním textařem ve Státní propagaci, následně až do odchodu do penze roku 1981 vykonával svobodné povolání.

### Autorská díla
- Pokorná pouť (1940; rozšíř. 1947)
- Karkulka ve smutku (1941)
- Střídavě oblačno (1941)
- Hoch v modrém (1942)
- Ohlédnutí (1943)
- 9. květen (1945)
- Třesu, třesu z rukávu (1945) – pro děti
- Paleta lásky (1947; přeprac. 1986)
- Stisky (1948)
- Lešek a Pešek na cestách (1948) – pro děti
- O švadleně, která se bála deště (1948) – pro děti
- Robinzon Véna Kuk (1948, s F. Rolečkem) – pro děti
- Lokomotiva Fu-Fu (1950) – pro děti
- Dřevěná kniha (o truhlařině, bibliofilie, 1950)
- Pět zpěvů pro Cyrila Boudu (1951)
- Navečer (1952)
- Duše hroznů
- Jen jednou
- O městě slavném rydlo zpívá
- Pantoumy malé kuchařce
- Jen tobě, maminko
- Man
- Fůra humoru o známých lidech (vyprávění a anekdoty, 1960; přeprac. 1974)
- Mangunnegara (1963)
- Smíchu plná paleta – to je knížka tahleta (vyprávění a anekdoty, 1963)
- Báchorky admirála Machorky (1966) – pro mládež
- Krásné léto v Orlím srubu (1966) – pro mládež
- Dům U veselé slzičky (1967, s A. Jedličkou) – pro mládež
- Jak to všechno dobře dopadlo (1969) – pro mládež
- Úsměvy Jana Masaryka (vyprávění a anekdoty, 1969; přeprac. 1991)
- Anekdoty o spisovatelích (1970, pod jménem Jaroslav Thiele)
- I v pohádce se přechází jen na zelenou (1971) – pro děti
- Mé zázračné já (1974) – pro děti
- Pan Shaw a pan Twain (vyprávění a anekdoty, 1975; část přeprac. s tit. Mark Twain zblízka, 1995)
- Vesele o bratrech Kotasových (vyprávění a anekdoty, 1982)
- Úsměvy Jaroslava Kociana (vyprávění a anekdoty, 1983)
- Úsměvy stříbrného plátna (vyprávění a anekdoty, 1986; přeprac. 1992)
- Úsměvy z Lambaréné (1989)
- 50 x Vlasta Burian (vyprávění a anekdoty, 1993)
- Jan Werich zblízka (vyprávění a anekdoty, 1994)
- Mark Twain zblízka (vyprávění a anekdoty, 1995, původně Pan Shaw a pan Twain)

### Převyprávění
- Z. M. Kuděj: Šťastný greenhorn (1970)

### Překlady
- R. L. Stevenson: Dítě tak samo (1956)

### Ostatní práce
- Jak se dělá kniha (1957) – nauč. pro mládež
- Josef Čapek a kniha (1959) – soupis knižní grafiky
- Karel Svolinský a kniha (1968) – soupis knižní grafiky

### Příspěvky ve sborníku
- Na dobré hodince (1963);
- Úsměvy T. G. Masaryka (1999, ed. J. Hořec)

### Uspořádal a vydal
- Kladno v básních a próze (1941, s P. Paškem, též přisp.)
- Básníci o knize (1942, též přisp.)
- Výkřik mlčení. In memoriam Vladimíra Tůmy (1946, též přisp.)
- Žaluji (soubor dokumentů z pankrácké věznice, 1946, s R. Karlem = Karlem Ramešem)
- Bidlova čítanka (1959, též přisp.)
- Boxerské povídky (1968)
- W. Saroyan: Léto na krásném bílém koni (1981, přeložil J. Schwarz)
- Klaunovo pozdní odpoledne (1987)